# Kubanische Volleyballnationalmannschaft der Frauen
Die kubanische Volleyballnationalmannschaft der Frauen ist eine Auswahl der besten kubanischen Spielerinnen, die die Federación Cubana de Voleibol bei internationalen Turnieren und Länderspielen repräsentiert.

## Geschichte

### Weltmeisterschaften
Kuba nahm 1970 erstmals an einer Volleyball-Weltmeisterschaft teil und wurde Achter. Beim folgenden Turnier steigerten sich die Kubanerinnen auf den siebten Platz. 1978 wurden sie im Finale gegen Japan erstmals Weltmeister. Nach einem fünften Platz 1982 erreichten sie 1986 wieder das Finale, wo sie gegen China unterlagen. 1990 gab es einen vierten Platz. 1994 holte die Kubanerinnen gegen Gastgeber Brasilien ihren zweiten WM-Titel, den sie vier Jahre später gegen China verteidigten. Bei den Turnieren 2002, 2006 und  2010 gab es mit den Plätzen fünf, sieben und zwölf schlechtere Ergebnisse. 2014 und 2018 wurden nur noch die Plätze 21 und 22 erreicht. 2022 nahm Kuba erstmals seit 1967 nicht an einer WM-Endrunde teil.

### Olympische Spiele
1972 in München war Kuba zum ersten Mal beim olympischen Turnier dabei und belegte den sechsten Platz. Bei den Spielen 1976 und 1980 wurden die Kubanerinnen Fünfter. Zwölf Jahre später begann ihre Erfolgsserie. Bei den Turnieren 1992 (gegen Russland), 1996 (gegen China) und 2000 (wieder gegen Russland) wurden sie dreimal in Folge Olympiasieger. 2004 in Athen holten sie Bronze. 2008 in Peking verpassten die Kubanerinnen mit einer 1:3-Niederlage im Spiel um den dritten Platz gegen den Gastgeber eine Medaille. Ab 2012 konnte sich Kuba nicht mehr für die Olympischen Spiele qualifizieren.

### NORCECA-Meisterschaften
Bei der ersten NORCECA-Meisterschaft 1969 sowie 1971 im eigenen Land unterlag Kuba jeweils im Finale gegen Mexiko. 1973 wurden die Kubanerinnen gegen Kanada erstmals NORCECA-Meister und verteidigten den Titel dreimal in Folge gegen die USA. 1981 und 1983 scheiterten sie im Finale gegen den gleichen Gegner. Anschließend holten sie den Titel achtmal nacheinander (siebenmal gegen die USA, einmal gegen Kanada). Von 2001 bis 2005 war dann wiederum die USA im Endspiel erfolgreicher. 2007 gewann Kuba seinen 13. NORCECA-Titel.

### World Cup
Bei der ersten Ausgabe des World Cup belegte Kuba 1973 den fünften Platz. 1977 erreichten die kubanischen Frauen bereits das Finale gegen Japan. Nach dem sechsten Platz 1981 standen sie 1985 erneut im Endspiel und unterlagen gegen China. Anschließend gewannen sie den Wettbewerb von 1989 bis 1999 viermal in Folge (gegen die Sowjetunion, China, Brasilien und Russland). 2003 und 2007 gab es die Plätze sechs und vier.

### World Grand Prix
Im Finale gegen China wurde Kuba 1993 erster Sieger des World Grand Prix. Es folgten zwei dritte Plätze und zwei Endspielniederlagen gegen Brasilien und Russland. Nach dem dritten Platz 1998 und dem fünften Rang 1999 gab es im Jahr 2000 gegen Russland den zweiten Titel. Anschließend wurden die Ergebnisse mit Rang vier und sieben schlechter. 2003 endete der Wettbewerb bereits in der Vorrunde. Von 2004 bis 2006 war Kuba jeweils Vierter. 2007 reichte es nur zu Platz sieben. Im Wettbewerb 2008 mussten die Kubanerinnen sich nur Brasilien geschlagen geben.